# 明日への勇気
明日への勇気（あすへのゆうき）は、制服向上委員会の初代リーダーである吉成圭子の1stシングル。または同シングルに収録された楽曲。1994年12月1日発売。規格品番は、PODH-1231。

## 概要
制服向上委員会初代リーダー・吉成圭子の初のソロシングルでよみうりテレビが放送していたテレビアニメ『魔法騎士レイアース』（第一章）のエンディングテーマ。

## 収録曲
1. 明日への勇気
  - 作詞、作曲：前田克樹 / 編曲：根岸貴幸
2. 明日への勇気（オリジナル・カラオケ）

## 収録アルバム
- 蒼い天使の糸（#1）
- 魔法騎士レイアース オリジナルサウンドトラック（#1のTVバージョン）
- 魔法騎士レイアース Best Song Book（#1）

## カヴァーしたアーティスト
- 椎名へきる「魔法騎士レイアース Original Song Book」